# Llista de missions diplomàtiques a Ruanda

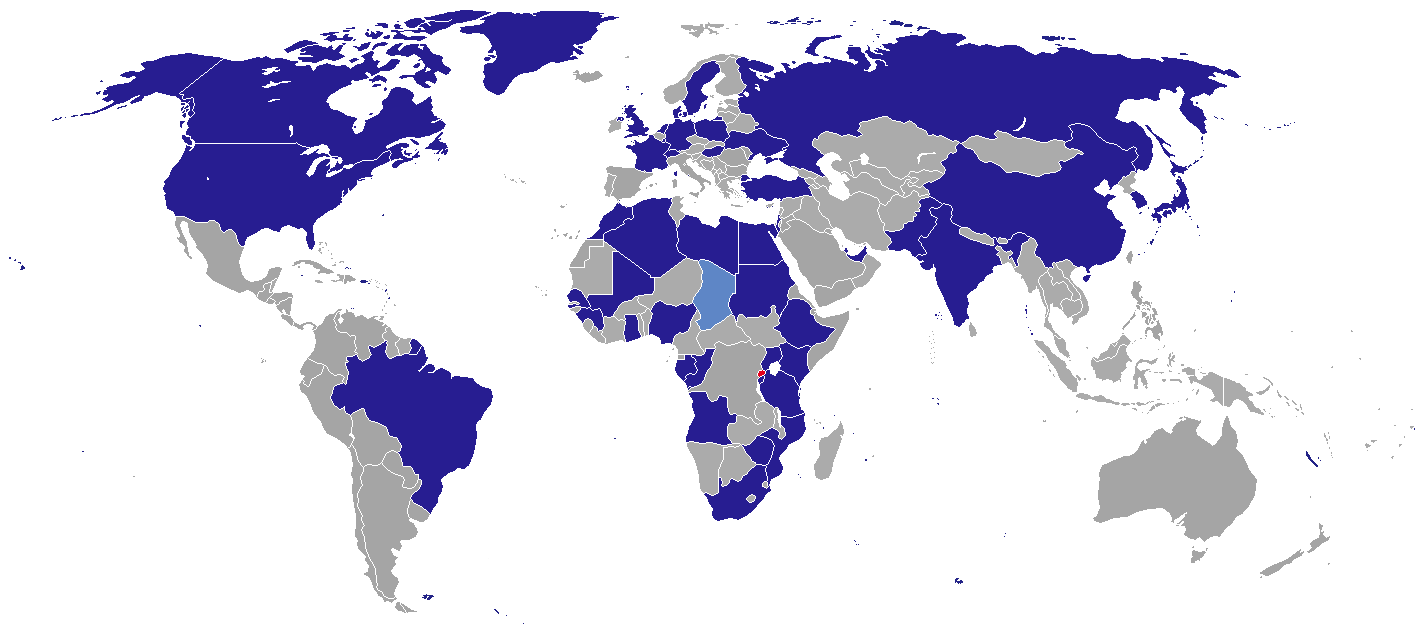
Mapa de les missions diplomàtiques a Ruanda

Aquesta és una llista de missions diplomàtiques a Ruanda. La capital Kigali acull actualment 29 ambaixades i alts comissionats.

## Missions diplomàtiques a Kigali
| - Algèria - Bèlgica - Burundi - Canadà (Oficina diplomàtica) - R.P. de la Xina - R.D. del Congo - Rep. del Congo - Egipte - Etiòpia - França - Alemanya - Ciutat del Vaticà - Japó - Kenya - Líbia | - Marroc - Països Baixos - Nigèria - Rússia - Somàlia - Sud-àfrica - Corea del Sud - Suècia - Sudan - Tanzània - Turquia - Uganda - Regne Unit - Estats Units |

## Missions diplomàtiques acreditades a Ruanda
| - Angola (Addis Ababa) - Argentina (Nairobi) - Austràlia (Nairobi) - Àustria (Nairobi) - Benín (Kinshasa) - Botswana (Nairobi) - Brasil (Nairobi) - Burkina Faso (Addis Ababa) - Camerun (Kinshasa) - Croàcia (Pretoria) - Cuba (Kampala) - Xipre (Nairobi) - Txèquia (Nairobi) - Corea del Nord (Kampala) - Dinamarca (Kampala) - Djibouti (Addis Ababa) - República Dominicana (Pretoria) - Unió Europea (Delegació) - Finlàndia (Dar es Salaam) - Gabon (Kinshasa) - Ghana (Nairobi) - Grècia (Nairobi) - Hongria (Nairobi) - Índia (Kampala) - Indonèsia (Dar es Salaam) - Iran (Kampala) - Irlanda (Kampala) - Israel (Addis Ababa) - Itàlia (Kampala) - Kuwait (Nairobi) - Lesotho (Addis Ababa) - Malawi (Dar es Salaam) - Malàisia (Nairobi) | - Mali (Luanda) - Mauritània (Khartum) - Mèxic (Nairobi) - Moçambic (Dar es Salaam) - Namíbia (Dar es Salaam) - Nova Zelanda (Addis Ababa) - Noruega (Kampala) - Oman (Dar es Salaam) - Pakistan (Nairobi) - Filipines (Nairobi) - Polònia (Nairobi) - Portugal (Nairobi) - Qatar (Sana'a) - Romania (Nairobi) - Senegal (Addis Ababa) - Sèrbia (Nairobi) - Seychelles (Pretòria) - Sierra Leone (Addis Ababa) - Singapur (Singapur) - Eslovàquia (Nairobi) - Sudan del Sud - Espanya (Dar es Salaam) - Sri Lanka (Kampala) - Eswatini (Maputo) - Suïssa (Nairobi) - Tailàndia (Nairobi) - Tunísia (Kinshasa) - Veneçuela (Nairobi) - Vietnam (Dar es Salaam) - Sàhara Occidental (Kampala) - Zàmbia (Dar es Salaam) - Zimbàbue (Dar es Salaam) |

## Consolats honoraris a Kigali[30]
- República Centreafricana
- Txèquia
- Finlàndia
- Ghana
- Índia
- Itàlia
- Maurici
- Polònia
- Espanya
- Ucraïna